# 柯尔克
艾倫·G·柯爾克（英語：Alan Goodrich Kirk，1888年10月30日—1963年10月15日），是美國海軍退役上將及外交官，當過駐比利時大使、駐蘇聯大使，亦曾在台灣當過駐中華民國大使。

## 生涯

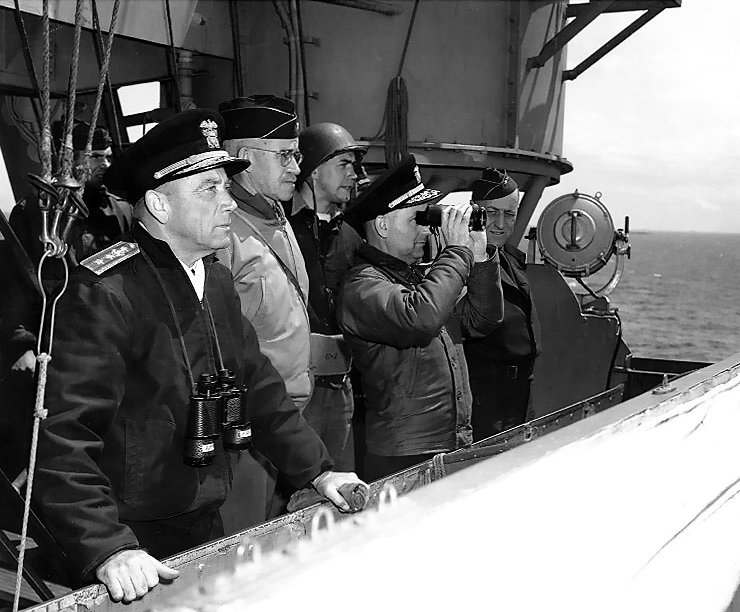
1944年6月8日，柯爾克少將（左一）與其他美軍高階將領在奧古斯塔號重巡洋艦艦橋上觀看作戰，1944年

柯爾克於1909年自美國海軍學院畢業，並參加第一次世界大戰和第二次世界大戰，在此期間擔任過美國駐英海軍武官（1939年－1941年），並待過英國皇家海軍的作戰情報中心（Operational Intelligence Centre），但從1941年3月上任美國海軍情報局局長後，因為受到屠納少將（Richmond Turner）的反對和阻礙，而無法將該單位發展為像英海軍作戰情報中心那樣的機構，他之後要求改調去指揮大西洋的驅逐艦戰隊。
1942年至1943年，西西里島戰役及入侵義大利期間，柯爾克前往地中海擔任兩棲指揮官，也於1944年6月6日諾曼第登陸第一天時，在奧古斯塔號重巡洋艦上擔任海軍高級指揮官，之後擔任美國駐法海軍（U.S. Naval Forces, France）司令官至1945年為止。1946年以上將之階級退役。
柯爾克上將退出海軍後，展開了他的外交生涯，並前往海外數個國家的美國大使館任職，1946年－1949年在布魯塞爾兼任美國駐比利時大使兼駐盧森堡公使、1949年7月4日－1951年10月6日至莫斯科任美國駐蘇聯大使、1962年6月7日－1963年1月16日至台北任美國駐中華民國大使，是任期最短的一位。
柯爾克於1952年2月上任在美反共組織「美解委」第2屆會長，並以前美國駐蘇大使的身分赴紐約和慕尼黑等地督導了流亡者組織，這些人士後來構成了自由歐洲電台的骨幹員工。在1952年時他因為健康不佳而從會長職位上退下。同樣在該年內，他還擔任了美國心理戰爭署署長。

## 外部連結
维基共享资源上的相關多媒體資源：柯尔克
| 前任： 查爾斯·W·薩維爾      | 美國駐比利時大使 1946年—1949年                        | 繼任： 羅伯特·丹尼爾·墨菲 |
| 前任： 沃爾特·比德爾·史密斯 | 美國駐蘇聯大使 1949年7月4日—1951年10月6日             | 繼任： 喬治·凱南          |
| 前任： 莊萊德               | 美國駐中華民國（台灣）大使 1962年6月7日—1963年1月16日 | 繼任： 賴特               |